# Przełęcz pod Gołębią
Przełęcz pod Gołębią – przełęcz na wysokości (785 m n.p.m.) w południowo-zachodniej Polsce w Sudetach Środkowych w Górach Sowich.
Przełęcz położona jest około 3,0 km na wschód od miejscowości Wolibórz, na Obszarze Chronionego Krajobrazu Gór Sowich i Bardzkich, w południowo-wschodniej części grzbietu głównego Gór Sowich.
Jest to przełęcz górska stanowiąca wyraźne, wąskie, dość głęboko wcięte obniżenie, o stromych zboczach i podejściach, wcinające się w gnejsowe podłoże i oddzielające wzniesienie Gołębiej od Malinowej. Przełęcz posiada charakterystyczne wyraźne wgłębienie. Zbocza zbudowane z utworów prekambryjskich (paragnejsy i pigmatyty) podcięte są dolinami i tworzą wyraźne przewężenie. Całą przełęcz porasta dolnoreglowy las świerkowo-bukowy.

## Turystyka
Przez przełęcz prowadzą piesze szlaki turystyczne:
- – czerwony fragment Głównego Szlaku Sudeckiego, który prowadzi partią grzbietową przez całe Góry Sowie,
- – odcinek niebieskiego szlaku prowadzący z Wielkiej Sowy do Srebrnej Góry.